# Raloxifeno
El raloxifeno es un fármaco indicado en la prevención y tratamiento de la osteoporosis en mujeres posmenopáusicas, porque disminuye la probabilidad de fracturas vertebrales. Sin embargo, no reduce el riesgo de fractura de cadera.
Se clasifica como modulador selectivo de los receptores estrogénicos (SERM) porque es agonista en los receptores del tejido óseo,  y antagonista en útero y tejido mamario. La terapia continua con raloxifeno reduce la probabilidad de fracturas vertebrales, dado que disminuye la resorción ósea y aumenta la densidad ósea. Disminuye el sangrado uterino debido a que limita el crecimiento del endometrio; y en glándulas mamarias, inhibe el crecimiento del epitelio glandular.

## Historia
El raloxifeno fue aprobado en diciembre de 1997 por la FDA en Estados Unidos para la prevención de la osteoporosis en las mujeres posmenopáusicas, para el tratamiento de osteoporosis posmenopaúsica en 1999 y para prevenir el riesgo de cáncer de mama en algunas mujeres posmenopáusicas en el 2007. 

## Descripción
La síntesis del raloxifeno comienza con la condensación de alfa-bromo-p-metoxiacetofenona con m-metoxitiofenol usando ácido polifosfórico, produciendo alfa-(m-metoxifeniltio)-p-metoxiacetofenona. Este compuesto se cicla mediante una reacción de tipo Friedel-Crafts para formar 2-(p-metoxifenil)-6-metoxibenzotiazol, con el grupo metoxifenilo desplazado a la posición 2 del anillo tiazólico. Los grupos metil éter se eliminan, y los fenoles resultantes se hacen reaccionar con cloruro de metanosulfonilo para formar un éster sulfonato (I). Paralelamente, el metilparabeno se alquila con 1-(2-cloroetil) piperidina para producir un éter piperidinoetílico, que se hidroliza a un ácido y se convierte en un haluro de acilo (II). Luego, el compuesto I se acila con II mediante una reacción de Friedel-Crafts, uniendo el grupo carbonilo a la posición 3 del anillo tiazólico. Finalmente, los ésteres sulfonato se hidrolizan para obtener la base libre del raloxifeno.

## Farmacocinética

### Vías de administración
La administración de este fármaco se realiza mediante vía oral. Se comercializa en forma de comprimidos de 60 miligramos.

### Absorción
El raloxifeno se absorbe rápidamente en el tracto gastrointestinal, alcanzando la concentración sanguínea máxima 6 horas después de la administración oral. La absorción del raloxifeno es aproximadamente del 60%, sin embargo, la biodisponibilidad es del 2.0% debido al metabolismo del primer paso.

### Distribución
El raloxifeno se distribuye en hígado, plasma, pulmones y riñones. Con una sola dosis oral de 30 a 150 mg, el volumen de distribución del raloxifeno es de aproximadamente 2348 L/kg, lo que corresponde a alrededor de 170.000 L para una persona de 72 kg. Tanto el raloxifeno como los metabolitos glucurónidos muestran una elevada unión a las proteínas plasmáticas (>95%), específicamente a la albúmina y a la glicoproteína ácida α1, pero no a la globulina fijadora de hormonas sexuales. El raloxifeno alcanza concentraciones escasas en el sistema nervioso central y puede atravesar la placenta.

### Metabolismo y metabolitos
El raloxifeno tiene un importante metabolismo de primer paso con fase intestinal y hepática, experimentando circulación enterohepática. Se metaboliza exclusivamente por glucuronidación y no por el sistema del citocromo P450. Su metabolismo es extenso, de modo que menos del 1% de la dosis total se encuentra como compuesto sin cambios (raloxifeno no conjugado). Principalmente, sufre un metabolismo de primer paso para formar conjugados de glucurónidos: raloxifeno-4'-glucurónido (raloxifeno-4'-β-glucurónido), raloxifeno-6-glucurónido (raloxifeno-6-β-glucurónido) y raloxifeno-6,4'-diglucurónido. La reacción de glucoronidación es catalizada por las enzimas UGT1A4 o UGT1A9 en hígado.  El raloxifeno representa menos del 1% de la suma de las concentraciones de raloxifeno y sus metabolitos glucuronizados. No se han detectado otros metabolitos en la circulación sistémica.
El raloxifeno y sus conjugados glucurónidos se interconvierten mediante metabolismo reversible y recirculación enterohepática, lo que prolonga la vida media de eliminación del raloxifeno con administración oral. El medicamento se desconjuga en su forma activa en una variedad de tejidos, incluyendo el hígado, los pulmones, el bazo, los huesos, el útero y los riñones. 

### Excreción
La vida media de eliminación del raloxifeno después de una dosis única es de 27.7 horas (1.2 días), mientras que la vida media en estado estacionario a una dosis de 60 mg/día varía entre 15.8 y 86.6 horas (0.7–3.6 días), con un promedio de 32.5 horas (1.4 días). La vida media prolongada del raloxifeno se atribuye a la recirculación enterohepática y la alta unión a proteínas plasmáticas. El incremento de la dosis de raloxifeno produce un aumento proporcional ligeramente inferior en el área bajo la curva de su concentración plasmática (AUC).
El raloxifeno se excreta principalmente en las heces. Menos del 6% es excretado en la orina como conjugados de glucurónido, mientras que el porcentaje que es excretado sin cambios en la orina es menor al 0.2%.

## Farmacodinamia

### Mecanismo de acción
El raloxifeno es un modulador selectivo del receptor de estrógeno que actúa como agonista en los receptores del tejido óseo y como antagonista en el útero y tejido mamario.

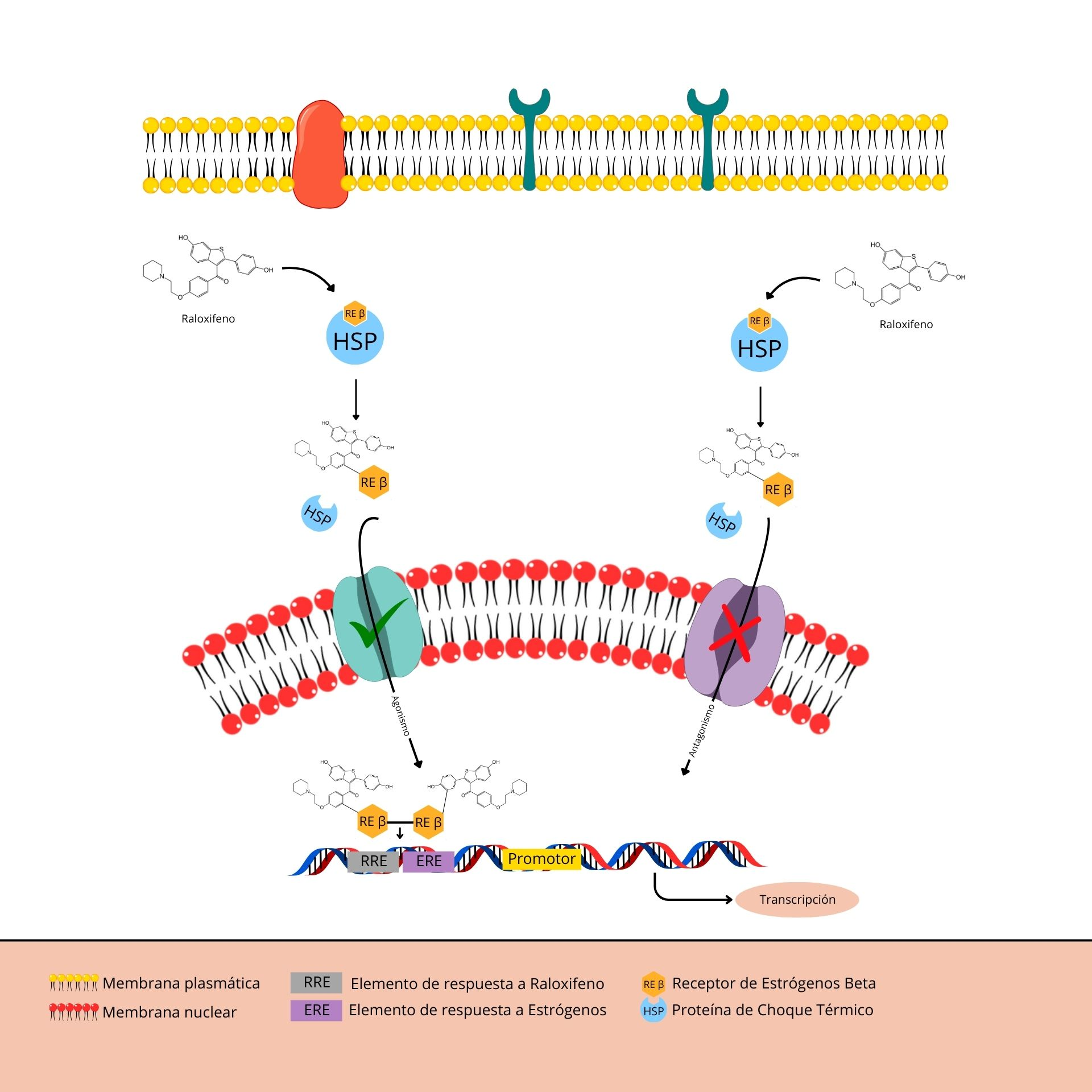
Figura 1. Mecanismo de acción del Raloxifeno

La acción agonista o antagonista del raloxifeno en los receptores estrogénicos depende del grado de reclutamiento de coactivadores y correpresores de los promotores del gen diana del receptor de estrógeno (RE). En los huesos, el raloxifeno aumenta la producción de TGF-β3 y proteínas morfogénicas óseas e inhibe la apoptosis de los osteoblastos. En los tejidos mamarios, el raloxifeno actúa como antagonista del receptor de estrógeno para atenuar los efectos proliferativos dependientes de estrógenos de la expansión de las células epiteliales. Además de los efectos antiproliferativos, el raloxifeno previene la producción de otras proteínas asociadas con el crecimiento y la diferenciación celular.

### Efectos farmacológicos
Dado que el raloxifeno actúa como modulador selectivo de los receptores de estrógeno (SERM), es decir, actúa como un agonista (imitando los efectos del estrógeno) en algunos tejidos como los huesos y como un antagonista (bloqueando los efectos del estrógeno) en otros tejidos como la mama y el útero, tiene los siguientes efectos principalmente:
- Prevenir la pérdida ósea y aumentar la densidad mineral ósea, reduciendo el riesgo de fracturas en mujeres postmenopáusicas.[5]

- Reducir el riesgo de cáncer de seno al bloquear los efectos del estrógeno en el tejido mamario.[5][13]

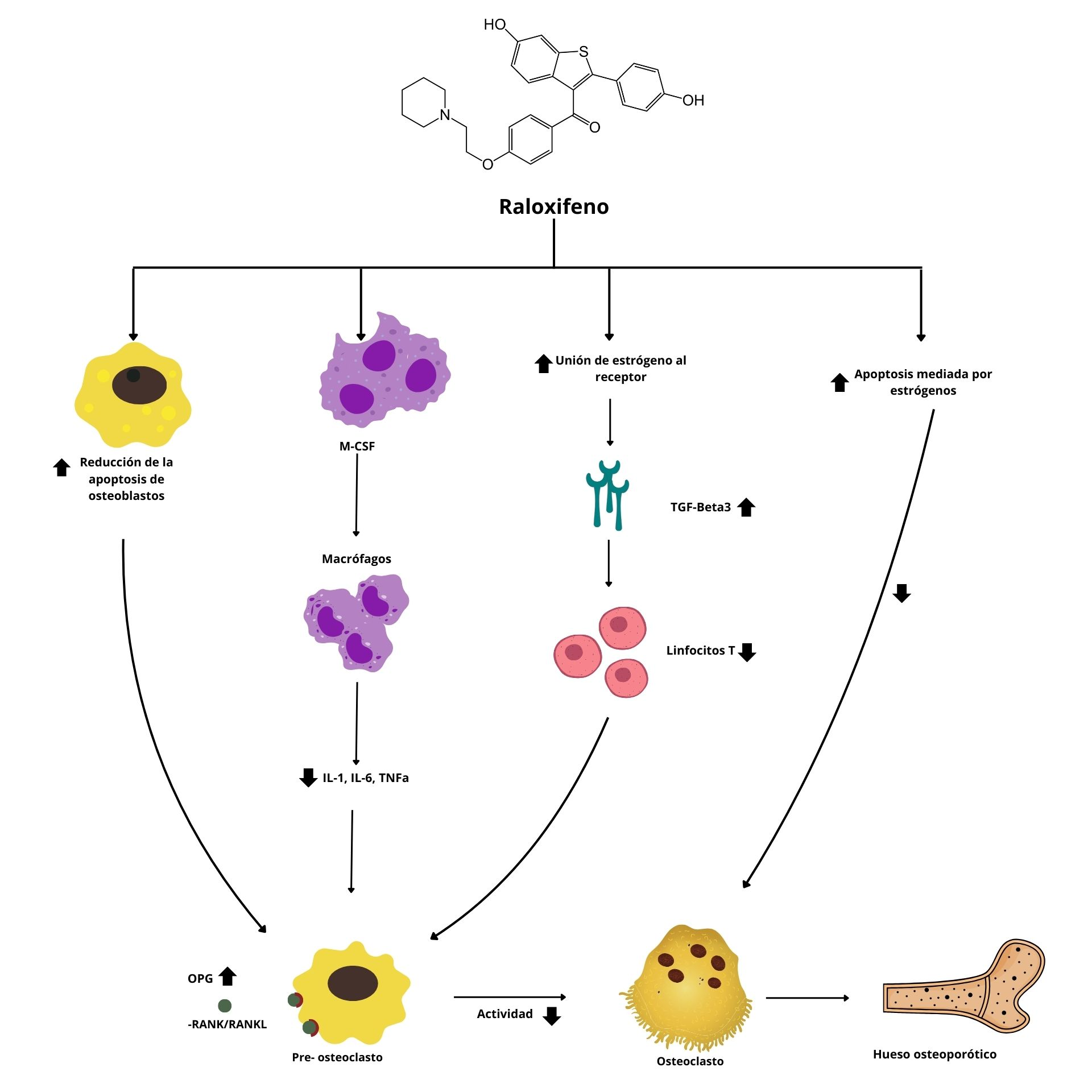
Figura 2. Efectos farmacológicos en hueso del Raloxifeno

### Interacciones
El raloxifeno presenta una interacción farmacológica importante con la colestiramina, debido a que esta última causa una reducción del 60% en la absorción y circulación enterohepática del raloxifeno, por lo que se recomienda no tomar colestiramina u otras resinas de intercambio aniónico simultáneamente con raloxifeno. 
Por otro lado, la terapia combinada de raloxifeno con warfarina mostró una disminución del 10% en el tiempo de protrombina en comparación con la administración de warfarina únicamente, por lo tanto, se debe monitorizar el tiempo de protrombina cuando se administra raloxifeno simultáneamente con warfarina u otros anticoagulantes. 
El consumo de alimentos no tiene un efecto clínicamente significativo en la farmacocinética de los moduladores selectivos de los receptores de estrógeno (SERM), incluyendo el toremifeno y el raloxifeno. Aunque la administración de raloxifeno con una comida alta en grasas aumentó la concentración máxima (Cmax) en un 28% y el AUC en un 16%, estos cambios no se consideraron clínicamente significativos.
| Fármacos que interaccionan con Raloxifeno               | |
| Fármaco                                                 | Resultados de la interacción |
| Ampicilina                                              | Disminución de las concentraciones plasmáticas máximas del raloxifeno.                                                                                           |
| Colestiramina                                           | Disminución de la absorción y del ciclo enterohepático del raloxifeno.                                                                                           |
| Diazepam                                                | Raloxifeno puede causar alteraciones en la unión proteica de estos fármacos.                                                                                     |
| Diazóxido                                               | Raloxifeno puede causar alteraciones en la unión proteica de estos fármacos.                                                                                     |
| Lidocaína                                               | Raloxifeno puede causar alteraciones en la unión proteica de estos fármacos.                                                                                     |
| Globulinas transportadoras de hormonas (SHBG, TBG, CBG) | Raloxifeno incrementa las concentraciones de las globulinas transportadoras de hormonas, llevando a un aumento de las concentraciones totales de estas hormonas. |
| Warfarina                                               | Raloxifeno puede causar disminución del tiempo de protrombina, se recomienda monitorizar constantemente.                                                         |

## Uso clínico

### Efectos adversos
Los efectos adversos más relevantes clínicamente observados en mujeres posmenopáusicas tratadas con raloxifeno son los episodios tromboembólicos venosos, que ocurren en menos del 1% de las pacientes. La tabla a continuación muestra otros efectos adversos reportados en pacientes tratadas con este medicamento, en los que se incluyen sofocos, calambres en las piernas, artralgia, síntomas respiratorios, náuseas, etc.
| Reacciones adversas a Loratadina |                           |                                                                                 |
| Sistema implicado                | Grupo CIOSM               | Tipo de reacción                                                                |
| Sistema Cardiovascular           | Muy frecuentes >10%       | Sofocos (24%)                                                                   |
| Sistema Cardiovascular           | Frecuentes 1% - 10%       | Edema periférico (3%)                                                           |
| Sistema Cardiovascular           | Poco frecuentes 0.1% - 1% | Tromboembolismo pulmonar Trombosis venosa Trombosis venosa de la retina         |
| Sistema Gastrointestinal         | Frecuentes 1-10%          | Náuseas (8%) Dispepsia (6%) Vómitos (3%) Flatulencias (3%) Gastroenteritis (2%) |
| Sistema Endocrino                | Frecuentes 1% - 10%       | Aumento de peso (8%)                                                            |
| Sistema Nervioso                 | Frecuentes 1% - 10%       | Depresión (6%) Insomnio (5%) Migraña (2%)                                       |
| Sistema Respiratorio             | Frecuentes 1% - 10%       | Sinusitis (10%) Faringitis (7%) Neumonía (2%) Laringitis (2%)                   |
| Sistema Musculoesquelético       | Muy frecuentes >10%       | Artralgia (16%)                                                                 |
| Sistema Musculoesquelético       | Frecuentes 1% - 10%       | Mialgias (7%) Artritis (7%)                                                     |
| Sistema Inmunológico             | Muy raros < 0.01%         | Eosinofilia                                                                     |
| Sistema Hepático                 | Muy raros < 0.01%         | Hepatitis con exantema                                                          |

### Contraindicaciones
Se debe evitar en casos de hipersensibilidad al raloxifeno u otros componentes de la fórmula. No se debe administrar en pacientes con insuficiencia hepática incluyendo colestasis, insuficiencia renal moderada a grave y con antecedentes pasados o actuales de episodios tromboembólicos venosos.
El raloxifeno está contraindicado en el embarazo, lactancia y en pacientes pediátricos.

### Sobredosis
En algunos ensayos clínicos, se administraron dosis diarias de hasta 600 mg durante 8 semanas y 120 mg durante 3 años. Durante los ensayos clínicos no se notificaron casos de sobredosis de raloxifeno.
En adultos, se han informado síntomas de calambres en las piernas y mareos en pacientes que tomaron más de 120 mg en una sola ingesta.
En sobredosis accidental en niños menores de 2 años, la dosis máxima informada ha sido de 180 mg. En niños, los síntomas de sobredosis accidental incluyeron ataxia, mareos, vómitos, erupción cutánea, diarrea, temblores, enrojecimiento y elevación de la fosfatasa alcalina.
La sobredosis más alta ha sido de aproximadamente 1,5 gramos. No se han reportado muertes asociadas con sobredosis.
No existe un antídoto específico para el raloxifeno.

### Presentaciones
El raloxifeno se comercializa en forma de comprimidos de 60 mg recubiertos con película.
En el listado de excipientes se encuentran:
Núcleo del comprimido
- Almidón pregelatinizado (maíz)
- Estearato magnésico
- Povidona (K30)
- Silice coloidal anhidro
- Celulosa microcristalina silicatada

Recubrimiento del comprimido:
- Polidextrosa (E1200)
- Dióxido de titanio (E171)
- Hipromelosa (E464)
- Macrogol 4000

## Otros usos
El raloxifeno ha mostrado eficacia en la disminución del riesgo de cáncer de seno en mujeres con un riesgo superior al promedio. Junto con el Tamoxifeno, son los únicos medicamentos autorizados en los Estados Unidos por la FDA para contribuir a la reducción del riesgo de cáncer de mama. Los efectos de estos medicamentos en la disminución del riesgo de cáncer de seno han variado según diferentes estudios. Sin embargo, al analizar conjuntamente los resultados de todos estos estudios, se observa una reducción general del riesgo de aproximadamente un 40% (más de un tercio).
Se usa off-label en tratamientos hormonales para personas transexuales de sexo masculino, que desean hacer la transición a género no binario junto con antiandrógenos y progestágenos, para suprimir caracteres sexuales secundarios sin inducir los del sexo opuesto.